# Juan Carlos Rodríguez Ibarra
Juan Carlos Rodríguez Ibarra (Mèrida, Extremadura, 19 de gener de 1948) fou president de la comunitat autònoma d'Extremadura, diputat de l'assemblea per Badajoz, secretari general del PSOE d'Extremadura i professor en excedència de l'Escola Universitària de Magisteri.

## Biografia
De pare republicà, Rodríguez Ibarra va iniciar-se en la política a la Universitat de Sevilla. Als anys 70 va formar part d'un grup d'esquerres en el qual va intentar integrar a Alfonso Guerra. Però finalment va ser ell qui es va afiliar al PSOE. D'aquesta època prové la gran amistat que mantenen els dos polítics, enquadrats al sector "guerrista" del PSOE.
L'acció política de Rodríguez Ibarra s'ha caracteritzat pel realisme polític, i no s'ha enfrontat directament al poder central, excepte en alguns temes que afectaven directament la seva comunitat (com ara l'intent de construir una segona central nuclear al poble de Valdecaballeros). Té fama de ser una veu crítica dins del PSOE (on se'l considera un dels "barons"), i les seves opinions sobre el terrorisme d'ETA o els nacionalismes català i basc han estat origen de polèmiques que han obtingut molt de ressò als mitjans de comunicació.
Fou president d'Extremadura des del 1983, durant cinc legislatures, fins que no es va presentar a les properes eleccions autonòmiques del 2007. És diplomat en Magisteri i llicenciat en Filologia Moderna (francès). Està casat i té una filla.